# Kraftwerk Aschach
Das Kraftwerk Aschach ist ein Laufwasserkraftwerk an der österreichischen Donau im Bundesland Oberösterreich. Es liegt am Ende des Donaudurchbruchs zwischen Sauwald und Mühlviertel bei Aschach an der Donau.

## Geschichte
Die Österreichische Donaukraftwerke AG begann 1959 mit dem Bau der Stauanlage. Nach fünfjähriger Bauzeit wurde 1964 das zweite österreichische Wasserkraftwerk an der Donau seiner Bestimmung übergeben. Seit 1999 wird die Staustufe von der VERBUND Hydro Power AG betrieben.

## Technische Beschreibung

### Stauanlage
Die 398 m lange Stauanlage staut die Donau bei Stromkilometer 2.162,67 auf einer Länge von 41 km bis zu einer Höhe von 15,3 m auf und bildet damit die größte Fallhöhe aller österreichischen Donaukraftwerke. Der Inhalt des Stauraumes beträgt ca. 114 Mio. m³, das Stauziel liegt auf einer Seehöhe von 280 m ü. A. Das Wehr besteht aus fünf Wehrfeldern mit einer Breite von jeweils 24 m und befindet sich am linken Ende der Staumauer. Am rechten Ende der Stauanlage liegen die beiden Schleusen mit jeweils einer nutzbaren Länge von 230 m und einer nutzbaren Breite von 24 m. Ein Schleusenvorgang dauert 15 Minuten.

### Maschinenhaus
Das Maschinenhaus befindet sich zwischen Wehranlage und Schleusen. Vier Maschinensätze liefern elektrischen Strom in das öffentliche Stromnetz. Jeder dieser Sätze besteht aus einer Kaplan-Turbine mit senkrechter Welle und einem Drehstromgenerator. Die Nennleistung der Turbinen beträgt 81 MW. Der Durchmesser eines Laufrades beträgt 8,6 m.
Die vier Drehstromgeneratoren haben bei einer Nennspannung von 10,5 kV eine Nennleistung von je 98 MVA. Nach der Hochtransformation auf 220 kV wird die Energie via Kabel der 220-kV-Freiluftschaltanlage zugeführt, die zwei 220-kV-Leitungssysteme anspeist. Insgesamt verfügt das Kraftwerk über eine Engpassleistung von 324 MW.
Bei einem Ausbaudurchfluss von 2.480 m³/s beträgt das Regelarbeitsvermögen jährlich 1.662 Mio. kWh.
Zwei kleinere Maschinensätze erzeugen den Strom für den Eigenbedarf des Kraftwerkes. Sie bestehen jeweils aus einer Kaplanrohrturbine mit einer Nennleistung von 718 kW und einem Drehstromgenerator mit Nennleistung 900 kVA.

### Erneuerung 2007–2010
Nach mehr als 45 Jahren uneingeschränkten Betriebes der Maschinensätze erfolgte in den Jahren 2007 bis 2010 ein Effizienssteigerungsprogramm. Zu diesem Zwecke wurden sowohl Turbinen als auch Generatoren dem Stand der Technik entsprechend erneuert. Die Nennleistung einer Turbine beträgt nun 81 MW (vorher 66,5 bzw. 66,9 MW). Der Durchmesser der Laufräder wurde von 8,4 m auf 8,6 m vergrößert.
Die Drehstromgeneratoren erfahren durch die Erneuerung einen Leistungssteigerung von 85 auf 98 MVA.
Der Gesamtwirkungsgrad der Maschinensätze konnte durch diese Maßnahmen um ca. 2 % erhöht werden.
Nach Fertigstellung verfügt das Kraftwerk über eine Engpassleistung von 324 MW. Der Ausbaudurchfluss wurde von 2.040 m³/s auf 2.480 m³/s gesteigert, das Regelarbeitsvermögen von jährlich 1.617 auf 1.662 Mio kWh.
Der Austausch der Maschinensätze wurde im April 2010 abgeschlossen.

### Schwemmgutverwertung
Die Turbineneinlaufrechen verhindern das Eindringen von Schwemmgut in die Turbinen. Dabei fallen pro Jahr durchschnittlich 12.000 m³ Schwemmgut an. Das Schwemmgut wird geborgen, in einer Schredderanlage zu Hackschnitzel zerkleinert, von Metall- und Plastikteilen befreit und anschließend in acht Silos mit einer Gesamtkapazität von rund 2.500 m³ gelagert.
Die Hackschnitzel werden in zwei Biomassekesseln verbrannt und die entstehende Wärme in das Fernwärmenetz geleitet und damit die Gemeinden Aschach und Hartkirchen versorgt.

### Nutzung der Abwärme
Über eine Großwärmepumpe wird Wärme aus Abwärme der Maschinen in die Fernwärmeversorgung der Gemeinden Aschach und Hartkirchen gespeist.

## Ökologie
Im Stauraum wurden vier Biotope angelegt, die der vielfältigen Tier- und Pflanzenwelt neuen Lebensraum bieten.